# Wladimir Iossifowitsch Ressin

Wladimir Ressin (2018)

Wladimir Iossifowitsch Ressin (russisch Влади́мир Ио́сифович Ре́син; wiss. Transliteration Vladimir Iosifovič Resin; * 21. Februar 1936 in Minsk) ist ein russischer Politiker.

## Leben
Nach dem Abschluss eines Studiums der Betriebswirtschaft am Moskauer Bergbauinstitut 1958 arbeitete Ressin im Kohlebergbau, bevor er 1962 zum kommunalen Moskauer Baubetrieb Mosinschstroi wechselte. Von 1974 bis 1987 war er Leiter dieses Betriebes, bis 1990 Leiter oder stellvertretender Leiter anderer Baubetriebe.
Seit 1980 war Ressin auch politisch aktiv, zunächst als Abgeordneter des Rajonsowjets des Moskauer Stadtbezirkes Kunzewo, dann von 1981 bis 1990 als Abgeordneter des Moskauer Stadtsowjets. 1991 wurde er stellvertretender Ministerpräsident, 1992 Erster stellvertretender Ministerpräsident der Moskauer Stadtregierung. Zugleich ist er seit 1992 Vorsitzender des Baudepartements der Stadtregierung. 2001 erfolgte seine Ernennung zum Ersten stellvertretenden Oberbürgermeister von Moskau.
Mit der Entlassung des langjährigen Oberbürgermeisters Juri Luschkow durch Staatspräsident Dmitri Medwedew am 28. September 2010 übernahm Ressin das Amt kommissarisch. Am 5. Oktober erklärte er seinen Eintritt in die Kreml-Partei Einiges Russland. Am 21. Oktober 2010 wurde Sergei Sobjanin zum Bürgermeister Moskaus gewählt.
Am 4. Dezember 2011 wurde Ressin in die Staatsduma der 6. Einberufung gewählt, woraufhin Sobjanin ihn von seinem Amt als erster stellvertretender Bürgermeister von Moskau entband.
Wladimir Ressin ist verheiratet und hat eine Tochter.

## Auszeichnungen (Auswahl)
- 2024: Held der Arbeit der Russischen Föderation
- Verdienstorden für das Vaterland aller vier Klassen
- Orden des Roten Banners der Arbeit (zweifach)
- Orden der Völkerfreundschaft
- Staatspreis der Russischen Föderation (zweifach)
- Staatspreis der UdSSR
- 2005: Ehrenbürgerschaft der Stadt Jerewan[4]
- 2005: Ehrenbürgerschaft der Stadt Gjumri[5]